# Normenausschuss Gießereiwesen
Der Normenausschuss Gießereiwesen (GINA) im DIN Deutsches Institut für Normung e. V. ist für die nationale, europäische und internationale Normung auf dem Gebiet des Gießereiwesens verantwortlich. Er erarbeitet Werkstoffnormen für Eisenguss (Gusseisen mit Lamellengraphit, Temperguss, Gusseisen mit Kugelgraphit, Gusseisen mit Vermiculargraphit, austenitisches Gusseisen mit Lamellengraphit, austenitisches Gusseisen mit Kugelgraphit, verschleißbeständiges legiertes Gusseisen) sowie Prüfnormen für die Oberflächenprüfung und zerstörungsfreie Prüfung (Röntgenprüfung, Ultraschallprüfung) von Gussstücken sowie Toleranznormen und Normen für Produktionseinrichtungen, Modelle und Modelleinrichtungen.

## Wichtige Publikationen (in Auswahl)
- DIN-Taschenbuch 455: Gießereiwesen 2 – Nichteisenmetallguss. 2. Auflage. Beuth Verlag, 2005, ISBN 978-3-410-16039-7.

## Organisation
Der GINA hat seine Sacharbeit derzeit in sieben Arbeitsausschüssen organisiert:
- Arbeitsausschuss 01: Gusseisenwerkstoffe
- Arbeitsausschuss 03: Prüfverfahren für Gusswerkstoffe
- Arbeitsausschuss 04: Geometrische Produktspezifikation und Technische Lieferbedingungen
- Arbeitsausschuss 05: Schweißen von graphitischen Gusswerkstoffen
- Arbeitsausschuss 06: Produktionseinrichtungen
- Arbeitsausschuss 07: Aluminiumgusslegierungen
- Arbeitsausschuss 08: Kupfergusslegierungen

Die Tätigkeit der Arbeitsausschüsse 05 und 06 ruht allerdings derzeit [Stand: Januar 2013].
Darüber hinaus existiert ein Gemeinschaftsarbeitsausschuss von GINA und Normenausschuss Nichteisenmetalle (FNNE) zum Thema Magnesiumguss.